# 10087 Dechesne
10087 Dechesne eller 1990 SG3 är en asteroid i huvudbältet som upptäcktes den 18 september 1990 av den amerikanske astronomen Henry E. Holt vid Palomarobservatoriet. Den är uppkallad efter den kanadensiske amatörastronomen Roland George Dechesne.
Asteroiden har en diameter på ungefär 4 kilometer.